# Жак Шарль Франсуа Штурм
Жак Шарль Франсуа Штурм (фр. Jacques Charles François Sturm) — французький математик.

## Життєпис
Штурм народився у 1803 році в Женеві (на той час вона була частиною Франції). Родина його батька переселилася у Швейцарію зі Страсбура в  1760-х — за 50 років до народження Шарля-Франсуа. У 1818 він почав відвідувати лекції в Женевському університеті. У 1819 смерть батька змусила Штурма давати уроки дітям багатих, щоб утримувати родину. У 1823 він став репетитором сина мадам де Сталь.
У 1823-му Штурм вирішив шукати щастя в Парижі. У 1829 він відкрив метод, який став носити його ім'я. Він стосувався виокремлення дійсного кореня полінома. Революція 1830 року допомогла, оскільки раніше протестантська віра заваджала йому посісти посаду викладача вишу.
У 1836-му Штурма обрали членом Академії наук на місце Андре-Марі Ампера. У 1838-му він почав працювати в Політехнічній школі, а у 1840-му став там професором. Того ж року, після смерті Пуассона, Штурм отримав призначення професора механіки в Паризькому факультеті науки. Його праці, Cours d'analyse de l'école polytechnique (1857–1863) та Cours de mécanique de l'école polytechnique (1861), були надруковані в Парижі після смерті автора й регулярно перевидавались.
Ім'я Штурма разом із іменем Жозефа Ліувілля носить задача Штурма-Ліувілля. У 1826-му Штурм взяв участь у першому експерименті з вимірювання швидкості звуку у воді. 
У 1851 його здоров'я почало підупадати. Він спромігся повернутися до викладання, але у 1855-му помер.
На його честь названо астероїд 31043 Sturm. Прізвище Штурма увічнено серед 72 імен на Ейфелевій вежі.

## Відзнаки
- Гран-прі математики (4 грудня 1834)
- Член Берлінської академії наук (1835)
- Член Санкт-Петербурзької академії наук (1836)
- Офіцер Ордену почесного  легіону (1837)
- Медаль Коплі  Лондонського королівського товариства (1840)
- Член   Лондонського королівського товариства (1840)

## Вбрані твори

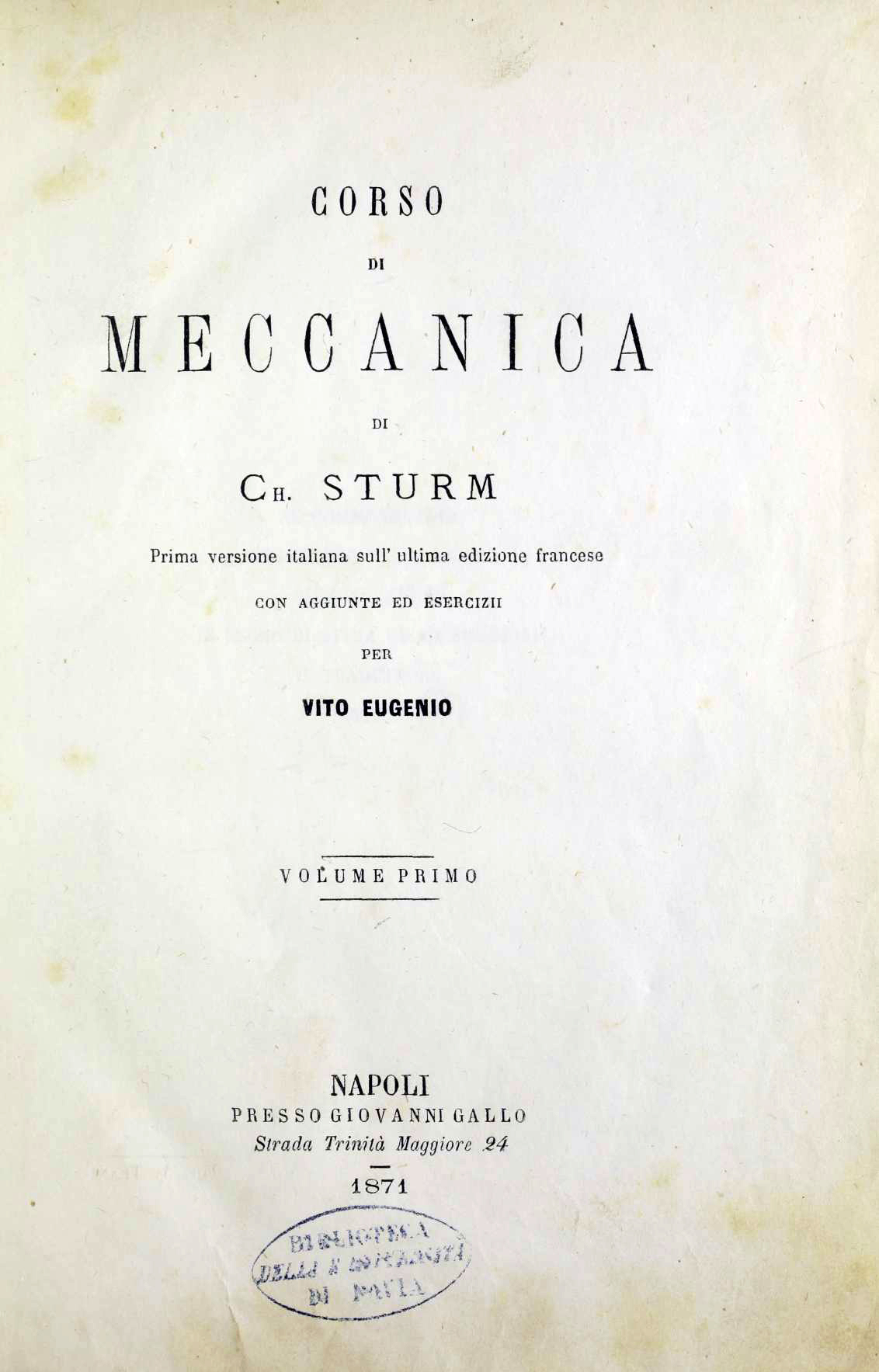
Cours de mécanique de l'École polytechnique, 1871

- Cours de mécanique de l'École polytechnique (італ.). Т. 1. Napoli: Gallo. 1871.
- Cours de mécanique de l'École polytechnique (італ.). Т. 2. Napoli: Gallo. 1871.
- Cours d'analyse de l'Ecole polytechnique. Tome premier (Gauthier-Villars, 1877)
- Cours d'analyse de l'Ecole polytechnique. Tome second (Gauthier-Villars, 1877)
- Cours de mécanique de l'Ecole polytechnique (Gauthier-Villars, 1883)